# Nabil Madi
Nabil Madi (en arabe : نبيل مادي), né le 9 juin 1981 en Algérie, est un athlète algérien, spécialiste dans le 800 m.

## Biographie
Il a terminé quatrième aux Championnats d'Afrique de 2006. Il a également participé aux Jeux olympiques de 2004 et aux Championnats du monde de 2007 sans atteindre la finale.
Son record personnel est de 1:44.54 minutes, réalisé en juillet 2007 à Heusden-Zolder. Dans le 1 500 mètres, il a 3:34.74 minutes, réalisé en juin 2008 à Rabat.
Il termine septième de la finale du 800 mètres masculin aux Jeux olympiques d'été de 2008.